# OrCAD
OrCAD — пакет комп'ютерних програм, призначений для автоматизації проєктування електроніки. Використовується в основному для створення електронних версій друкованих плат для їх виробництва, а також для виробництва електронних схем і їх моделювання.
Назва OrCAD утворена від слів Орегон і CAD.
Продукти серії OrCAD належать компанії Cadence Design Systems. Остання версія OrCAD має можливість створення і підтримки бази даних доступних інтегральних схем. База даних може бути оновлена шляхом скачування пакетів виробників компонентів, таких як Texas Instruments.

## Склад пакету
OrCAD включає наступні модулі:
- Capture — редактор принципових схем,
- Capture CIS Option — менеджер бібліотек Active Parts,
- PSpice Analog Digital — пакет аналого-цифрового моделювания,
- PSpice Advanced Analysis — пакет параметричної оптимізації,
- PSpice SLPS option — інтерфейс зв'язку з пакетом MATLAB,
- PCB Designer — редактор топологій друкованих плат,
- Specctra for OrCAD — програма автоматичного і інтерактивного трасування,
- Signal Explorer — модуль аналізу цілісності сигналів і перехресних спотворень.